# Université populaire du canton de Genève
 (août 2023).
Pour les articles homonymes, voir Université populaire (homonymie).
L'université populaire du canton de Genève est une université populaire suisse.

## Historique
L'université populaire du canton de Genève a été créée le 2 avril 1982 par une assemblée constitutive d'une cinquantaine de membres. Elle est issue d'une scission de l'université ouvrière de Genève, à la suite notamment de divergences d'ordre politique. Elle s'inscrit dans le mouvement européen des universités populaires,.

## Fonctionnement
Cette association est une structure complémentaire aux offres institutionnelles classiques offrant une formation de base à toute personne adulte désirant se former. Elle est reconnue d'intérêt public par les autorités cantonales[réf. nécessaire].
La structure de l'association est basée sur le bénévolat des enseignants, ainsi que du comité. C'est une association de droit privé, neutre sur les plans politique et confessionnel. Elle est en partie subventionnée par le canton, la ville de Genève, la Confédération suisse (par l'intermédiaire de l'Office fédéral des migrations), ainsi que par quelques municipalités cantonales.
Une partie de son activité est transfrontalière. Dans ce cadre, des collaborations existent en particulier avec l'association des universités populaires suisses, l'université populaire Savoie - Mont-Blanc et l'association des universités populaires de France. C'est également dans ce sens que le « Collectif genevois pour la formation de base des adultes » s'est formé, à la demande des autorités cantonales genevoises, dans le cadre du projet franco-suisse Interreg, qui regroupe les différents partenaires de l'UPCGe, en vue de penser la modularisation de la formation de base sur les territoires cantonal et français.